# Sobre la violència
Sobre la violència, títol original en anglès On violence, és un assaig de Hannah Arendt (1906 – 1975), publicat l'any 1970 entre Nova York i Londres.

## Context de l'obra
L'autora escriu aquesta obra des d'una perspectiva històrica estimulada per esdeveniments com el Maig del 68 o la Guerra Freda. També es va sentir interpel·lada pels esdeveniments i els debats de la dècada dels anys seixanta a partir dels experiments totalitaris de la primera meitat del segle XX i és a partir d'aquí que va començar a reflexionar entorn de la no-violència i de la retòrica de la violència en les revoltes dels estudiants, els moviments a favor dels drets civils, la Nova Esquerra i el Black Power. A Sobre la violència ho fa tenint en compte el rerefons de la guerra freda i l'alt nivell de desenvolupament tècnic que han assolit els instruments de la violència.
Tal com comenta Fina Birulés al pròleg de l'edició en català, el text és el resultat d'haver ampliat i elaborat la seva intervenció en un debat sobre “la legitimitat de la violència”. Això és així perquè l'escrit representa una versió ampliada de “Reflections on violence”, de la qual Arendt n'havia revisat la traducció a l'alemany.

## Estructura i contingut
En aquest assaig, que s'estructura en tres capítols d'extensió similar i annexos, l'autora distingeix conceptes com poder, fortalesa, força, autoritat i violència i considera que fan referència a fenòmens completament diferents que no es troben necessàriament interconnectats. Així doncs, l'autora se sent lluny de la tradició que identifica poder i dominació i que entén els conceptes anteriors com a mers mitjans per a garantir la sustentació del vincle entre qui mana i qui obeeix. Utilitzar-los com a sinònims significaria “no només una certa sordesa respecte dels significants lingüístics, sinó també una mena de ceguesa envers les realitats que els corresponen.
Les principals definicions que l'autora dona són les següents:
- Poder (p. 68): “capacitat humana no només d'actuar, sinó de fer-ho concertadament. El poder no és mai propietat d'un individu, pertany a un grup i existeix només si el grup es manté unit”.
- Fortalesa (p. 69): “designa inequívocament quelcom en singular, una entitat individual; és la propietat inherent a un objecte o a una persona, pertany al seu caràcter i es pot posar a prova en relació amb altres coses o persones, però n'és essencialment diferent”.
- Força (p. 69): “la utilitzem generalment en el llenguatge quotidià com a sinònim de violència (...) [però] hauria de ser reservada, en el llenguatge terminològic, per a “les forces de la naturalesa” o “la força de les circumstàncies”, és a dir, per indicar l'energia alliberada pels moviments físics o socials”.
- Autoritat (p. 70): “pot ser conferida a persones o a càrrecs, com per exemple al Senat Romà (auctoritas in senatu), o als càrrecs jeràrquics de l'Església. (...) El seu segell és el reconeixement inqüestionable per a aquells qui han d'obeir: no cal coerció ni persuasió”.
- Violència (p. 71): “es distingeix pel seu caràcter instrumental. Fenomenològicament és propera a la fortalesa, ja que els instruments de la violència, com qualsevol altra eina, són dissenyats i utilitzats amb l'objectiu de multiplicar la fortalesa natural fins al punt de substituir-la un cop s'arriba a l'últim estadi de llur desenvolupament”.

Cal no oblidar que Arendt entén ‘violència’ des d'una situació particular, a partir dels moviments socials a favor de la no-violència i dels drets humans que començaven a proliferar en el moment que ella escrivia aquesta obra i això es pot veure clarament en el rebuig de la idea que la violència per si mateixa té l'habilitat de crear poder i establir llibertats polítiques. L'espai de llibertat política, comenta Fina Birulés al pròleg, es dona potencialment allí on les persones s'apleguen, però només potencialment, no necessàriament ni per sempre, de manera que la violència no podrà mai crear llibertat polítiques, ja que la violència pot destruir el poder, però en cap cas, crear-lo.
A part de la distinció conceptual, l'autora qüestiona també els conceptes que acompanyen normalment els discursos i les reflexions entorn de la violència: natural i irracional, i tractarà de demostrar que no posseeix cap dels dos adjectius.

## Sobre l'edició en català
Aquesta obra constitueix la primera traducció al català d'un dels llibres clau del segle XX sobre les relacions entre poder i violència. La col·lecció "Clàssics de la Pau i de la No-violència", coeditada per l'Institut Català Internacional per la Pau (ICIP) i Angle Editorial, vol ser una aportació contínua que doni a conèixer la implantació progressiva de la cultura de la pau i l'erradicació de la violència sociopolítica. La traducció és a càrrec d'Àngela Lorena Fuster i Gerard Rosich. Aquesta col·lecció suposa també impulsar la creació d'una biblioteca de clàssics en llengua catalana que aplegui autors i autores que sovint no han estat traduïts al català.